# Puchar Świata w biegach narciarskich w Szklarskiej Porębie
Zawody Pucharu Świata w biegach narciarskich w Szklarskiej Porębie – zawody w biegach narciarskich, przeprowadzane w ramach Pucharu Świata w biegach narciarskich od sezonu 2011/2012. Zawody odbywają się na trasach narciarskich na Polanie Jakuszyckiej.
Pierwsze zawody PŚ w Szklarskiej Porębie odbyły się 17 i 18 lutego 2012.

## Podium poszczególnych zawodów PŚ w Szklarskiej Porębie

### Kobiety
| Lp | Data             | Dystans                            | Uwagi | 1. miejsce         | 2. miejsce             | 3. miejsce     |
| -- | ---------------- | ---------------------------------- | ----- | ------------------ | ---------------------- | -------------- |
| 1. | 17 lutego 2012   | Sprint s. dowolnym                 | —     | Ida Ingemarsdotter | Maiken Caspersen Falla | Kikkan Randall |
| 2. | 18 lutego 2012   | 10 km s. klasycznym                | —     | Justyna Kowalczyk  | Marit Bjørgen          | Therese Johaug |
| 3. | 18 stycznia 2014 | Sprint s. dowolnym                 | —     | Kikkan Randall     | Denise Herrmann        | Vesna Fabjan   |
| 4. | 19 stycznia 2014 | 10 km s. klasycznym (start masowy) | —     | Justyna Kowalczyk  | Julija Czekalowa       | Julija Iwanowa |

### Mężczyźni
| Lp | Data             | Dystans                            | Uwagi | 1. miejsce        | 2. miejsce       | 3. miejsce          |
| -- | ---------------- | ---------------------------------- | ----- | ----------------- | ---------------- | ------------------- |
| 1. | 17 lutego 2012   | Sprint s. dowolnym                 | —     | Devon Kershaw     | Nikołaj Moriłow  | Ola Vigen Hattestad |
| 2. | 18 lutego 2012   | 15 km s. klasycznym                | —     | Johan Olsson      | Dario Cologna    | Aleksandr Legkow    |
| 3. | 18 stycznia 2014 | Sprint s. dowolnym                 | —     | Alex Harvey       | Josef Wenzl      | Baptiste Gros       |
| 4. | 19 stycznia 2014 | 15 km s. klasycznym (start masowy) | —     | Maksim Wylegżanin | Jewgienij Biełow | Aleksiej Połtoranin |

## Najwięcej razy na podium w zawodach indywidualnych
Stan na 19 stycznia 2014
| Miejsce | Zawodniczka    | Zwycięstwa | 2. miejsca | 3. miejsca | Razem |
| ------- | -------------- | ---------- | ---------- | ---------- | ----- |
| 1.      | Kowalczyk      | 2          | 0          | 0          | 2     |
| 2.      | Randall        | 1          | 0          | 1          | 2     |
| 3.      | Ingemarsdotter | 1          | 0          | 0          | 1     |
| 4.      | Falla          | 0          | 1          | 0          | 1     |
| 4.      | Bjørgen        | 0          | 1          | 0          | 1     |
| 4.      | Herrmann       | 0          | 1          | 0          | 1     |
| 4.      | Czekalowa      | 0          | 1          | 0          | 1     |
| 8.      | Johaug         | 0          | 0          | 1          | 1     |
| 8.      | Fabjan         | 0          | 0          | 1          | 1     |
| 8.      | Iwanowa        | 0          | 0          | 1          | 1     |

| Miejsce | Zawodnik   | Zwycięstwa | 2. miejsca | 3. miejsca | Razem |
| ------- | ---------- | ---------- | ---------- | ---------- | ----- |
| 1.      | Kershaw    | 1          | 0          | 0          | 1     |
| 1.      | Olsson     | 1          | 0          | 0          | 1     |
| 1.      | Harvey     | 1          | 0          | 0          | 1     |
| 1.      | Wylegżanin | 1          | 0          | 0          | 1     |
| 5.      | Moriłow    | 0          | 1          | 0          | 1     |
| 5.      | Cologna    | 0          | 1          | 0          | 1     |
| 5.      | Wenzl      | 0          | 1          | 0          | 1     |
| 5.      | Biełow     | 0          | 1          | 0          | 1     |
| 9.      | Hattestad  | 0          | 0          | 1          | 1     |
| 9.      | Legkow     | 0          | 0          | 1          | 1     |
| 9.      | Gros       | 0          | 0          | 1          | 1     |
| 9.      | Połtoranin | 0          | 0          | 1          | 1     |

## Najwięcej razy na podium według państw
Stan na 19 stycznia 2014
| Miejsce | Zawodniczka       | Zwycięstwa | 2. miejsca | 3. miejsca | Razem |
| ------- | ----------------- | ---------- | ---------- | ---------- | ----- |
| 1.      | Polska            | 2          | 0          | 0          | 2     |
| 2.      | Stany Zjednoczone | 1          | 0          | 1          | 2     |
| 3.      | Szwecja           | 1          | 0          | 0          | 1     |
| 4.      | Norwegia          | 0          | 2          | 1          | 3     |
| 5.      | Rosja             | 0          | 1          | 1          | 2     |
| 6.      | Niemcy            | 0          | 1          | 0          | 1     |
| 7.      | Słowenia          | 0          | 0          | 1          | 1     |

| Miejsce | Zawodnik   | Zwycięstwa | 2. miejsca | 3. miejsca | Razem |
| ------- | ---------- | ---------- | ---------- | ---------- | ----- |
| 1.      | Kanada     | 2          | 0          | 0          | 2     |
| 2.      | Rosja      | 1          | 2          | 1          | 4     |
| 3.      | Szwecja    | 1          | 0          | 0          | 1     |
| 4.      | Szwajcaria | 0          | 1          | 0          | 1     |
| 4.      | Niemcy     | 0          | 1          | 0          | 1     |
| 6.      | Norwegia   | 0          | 0          | 1          | 1     |
| 6.      | Francja    | 0          | 0          | 1          | 1     |
| 6.      | Kazachstan | 0          | 0          | 1          | 1     |